# Тервиллигер, Джозеф
Джозеф Дуглас Тервиллигер (англ. Joseph Douglas Terwilliger, род. 20 августа 1965, Нью-Йорк, Нью-Йорк) — американский генетик и профессор нейробиологии в Медицинском центре Колумбийского университета и Психиатрическом институте штата Нью-Йорк. Помимо своих научных исследований, он известен тем, что сопровождал бывшего баскетболиста Денниса Родмана во время его визитов в Северную Корею, где, по его словам, он работал переводчиком Родмана. Он начал своё участие в поездках Родмана по стране после того, как выиграл с ним баскетбольный матч на аукционе.

## Образование и карьера

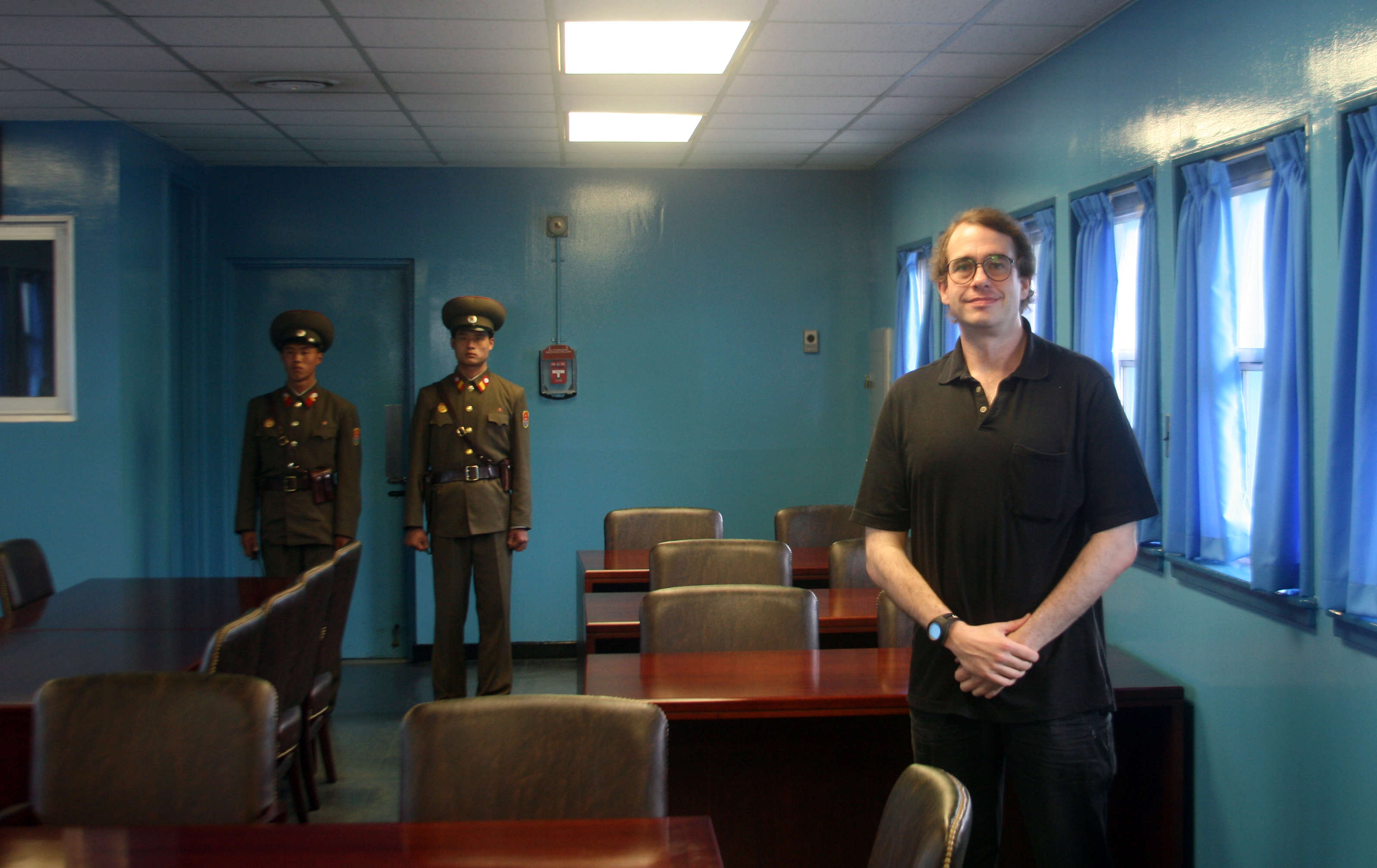
Тервиллигер в здании Военной комиссии по перемирию (MAC) T2, расположенном на военной демаркационной линии демилитаризованной зоны. Позади него двое солдат Корейской народной армии охраняют дверь, ведущую в Южную Корею. 26 августа 2009 года.

Тервиллигер получил степень бакалавра в Музыкальной консерватории Пибоди (играет на тубе). Получив степень бакалавра, Тервиллигер переехал в Нью-Йорк, чтобы найти работу в сфере музыки, но позже был привлечён к программе аспирантуры в области генетики и развития в Медицинском центре Колумбийского университета. Позже он вспоминал: «Я не мог поверить, что они действительно собирались платить мне за поступление в аспирантуру. В музыке вы должны учиться только для того, чтобы платить за обучение, а затем вы должны найти работу, чтобы платить за квартиру. В то время как в науке они действительно собирались платить мне, что казалось невероятным мошенничеством в то время». Он решил поступить в аспирантуру Колумбийского университета по генетике, потому что чувствовал, что, поскольку он занимался музыкой, альтернативой, вероятно, была бы работа в Макдональдсе; позже он обнаружил, что у него есть естественный интерес к статистической генетике. Он продолжал учиться в докторантуре Высшей школы искусств и наук Колумбийского университета в 1993 году. Затем он получил стипендию Хитчингса-Элиона от фонда Burroughs Wellcome Fund, исследования по которой он провёл, работая с Марком Латропом в Центре генетики человека Wellcome в Оксфордском университете. В июле 2013 года он начал вести курс эволюционной генетики человека в Пхеньянском университете науки и технологий в Северной Корее. По состоянию на октябрь 2017 года он всё ещё преподаёт в данном университете. У него есть число Эрдёша — Бэйкона 6, поскольку он снялся в фильме «Большой взрыв Денниса Родмана в Пхеньяне».